# Přírodní park Niva Jihlavy
Přírodní park Niva Jihlavy je obecně chráněné území v okrese Brno-venkov, vyhlášené v roce 1999. Vznikl za účelem ochrany krajinného rázu území, charakteristického přirozeně meandrujícím tokem řeky Jihlavy se sítí břehových porostů a slepých ramen.

## Lokalita

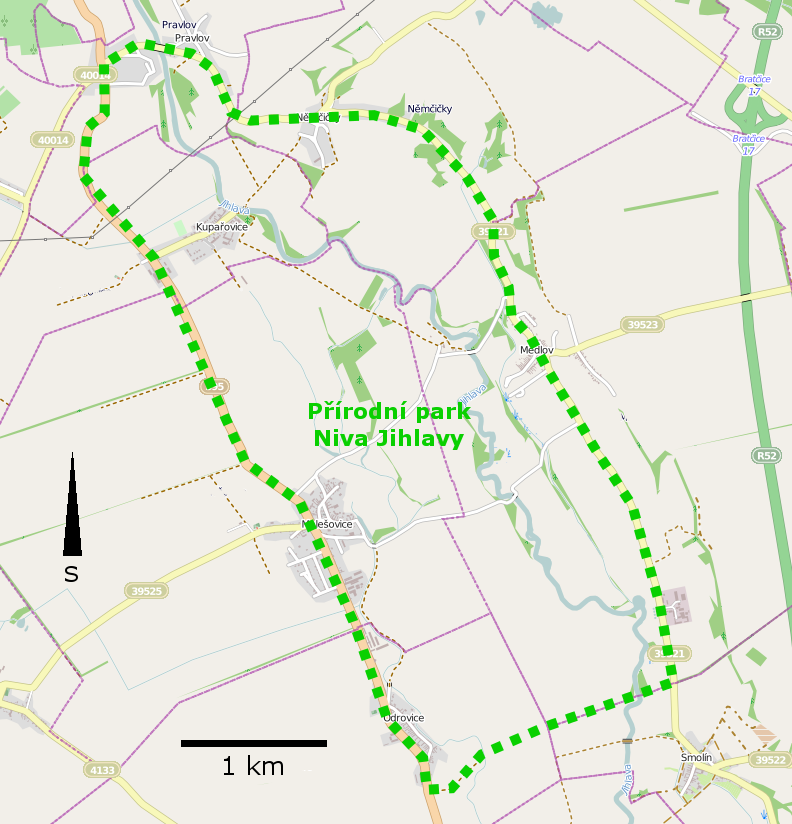
Mapa Přírodního parku Niva Jihlavy

Park tvoří asi 8 km dlouhá rovinatá údolní niva řeky Jihlavy, leží mezi obcemi Pravlov na severu a Pohořelice na jihu. Rozloha přírodního parku je 11,43 km², nadmořská výška asi 186 m.
Území přírodního parku zasahuje do katastrálních území obcí Kupařovice, Němčičky, Malešovice, Medlov, Odrovice, Pravlov. Oblast parku vymezují přirozené hranice, tvořené převážně silnicemi II. a III. třídy (II/395, III/39520, III/39521), na jihu pak větrolamem a polní cestou.

## Historie
Přírodní park Niva Jihlavy vznikl nařízením Okresního úřadu Brno-venkov č. 1/99 ze dne 3. 5. 1999, které nabylo účinnosti dne 1. 6. 1999. V roce 2012 nastala legislativní úprava, kdy stávající vyhlášení bylo zrušeno a nahrazeno nařízením Jihomoravského kraje ze dne 17. 5. 2012 o zřízení Přírodního parku Niva Jihlavy a o omezení využití jeho území. To nabylo účinnosti ke dni 1. 9. 2012.

## Přírodní poměry

### Geologie a hydrologie
Podloží údolní nivy je tvořeno neogenními mořskými sedimenty.
Přirozeně meandrující tok řeky zde dosahuje šířky 15–20 m a hloubky kolem 2 m.

### Flora
Břehové porosty kolem řeky se vyznačují přirozeným druhovým složením. Zastoupena je zde olše lepkavá (Alnus glutinosa), topol bílý (Populus alba), jasan ztepilý (Fraxinus excelsior), jilm vaz (Ulmus laevis), jilm habrolistý (Ulmus minor), javor babyka (Acer campestre) a řada druhů vrb (Salix sp.), včetně typických hlavatých vrb. Místy se nacházejí ojedinělé ostrůvky lužních porostů. Většina lesů na lokalitě je znehodnocena nepůvodními druhy.
Slepá říční ramena jsou místem výskytu zbytků původní vodní a mokřadní vegetace, obsahující například kosatec žlutý (Iris pseudacorus) nebo šmel okoličnatý (Butomus umbellatus). U Malešovic se objevují porosty stulíku žlutého (Nyphar lutea).

### Fauna
Niva Jihlavy je domovem stabilní populace vážky klínatky rohaté (Ophiogomphus cecilia). Oblasti říčních ramen slouží jako místo rozmnožování obojživelníků, včetně čolka obecného (Triturus vulgaris), kuňky obecné (Bombina bombina), blatnice skvrnité (Pelobates fuscus) nebo rosničky zelené (Hyla arborea).
Na území se nachází bobr evropský (Castor fiber) a vydra říční (Lutra lutra). Z ptactva pak osidlují kolmé břehy řek ledňáček říční (Alcedo atthis) nebo břehule říční (Riparia riparia). V břehových porostech pak nachází útočiště a hnízdí lejsek šedý (Muscicapa striata), moudivláček lužní (Remiz pendulinus), žluva hajní (Oriolus oriolus), slavík obecný (Luscinia megarhynchos) a čáp bílý (Ciconia ciconia). V době tahu nebo během zimování byly v území pozorovány také další druhy mokřadních ptáků, a to zejména volavka popelavá (Ardea cinerea), volavka bílá (Ardea alba), bukač velký (Botaurus stellaris), kvakoš noční (Nycticorax nycticorax), rybák obecný (Sterna hirundo).

## Galerie

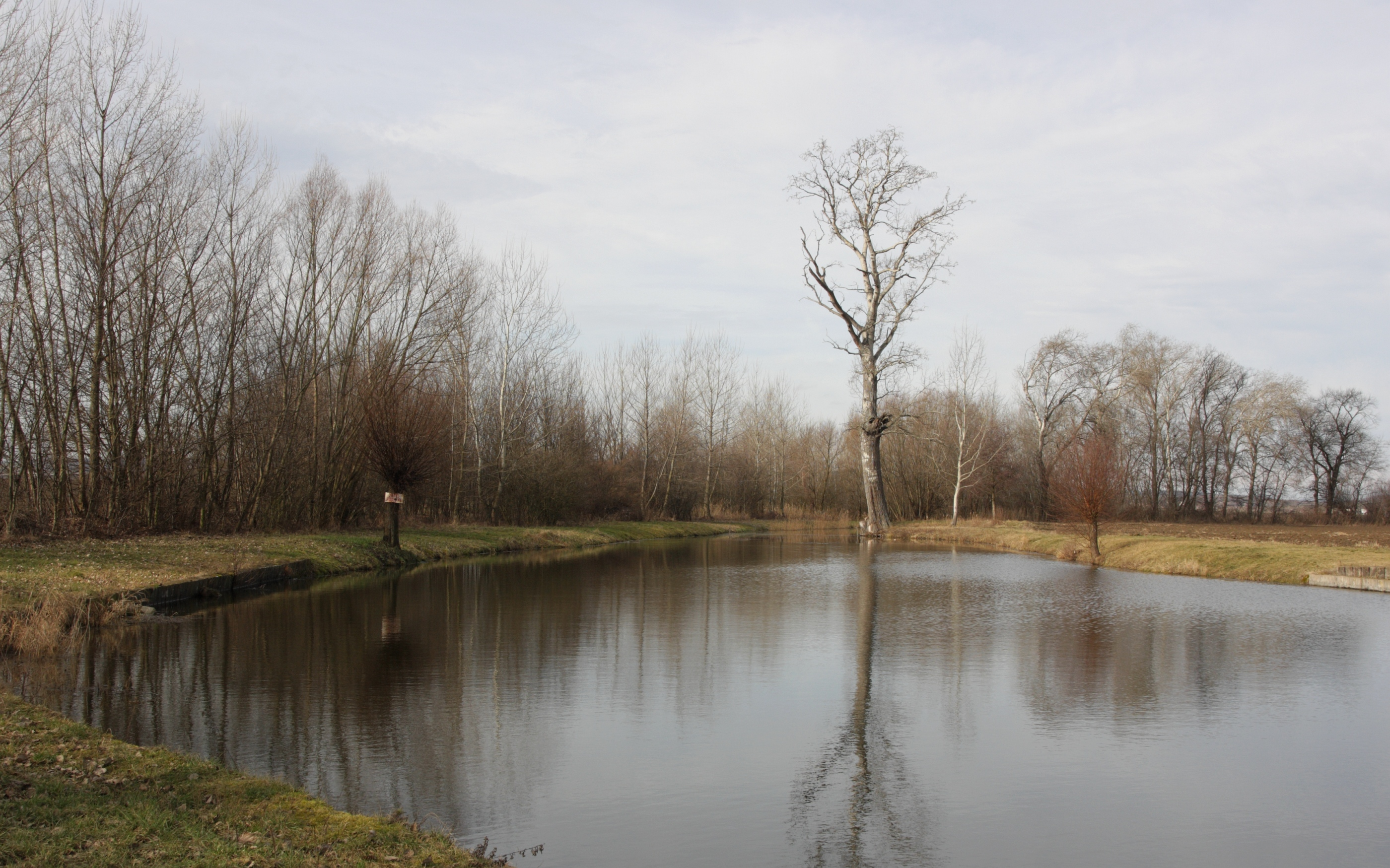
jezero severně od Malešovic
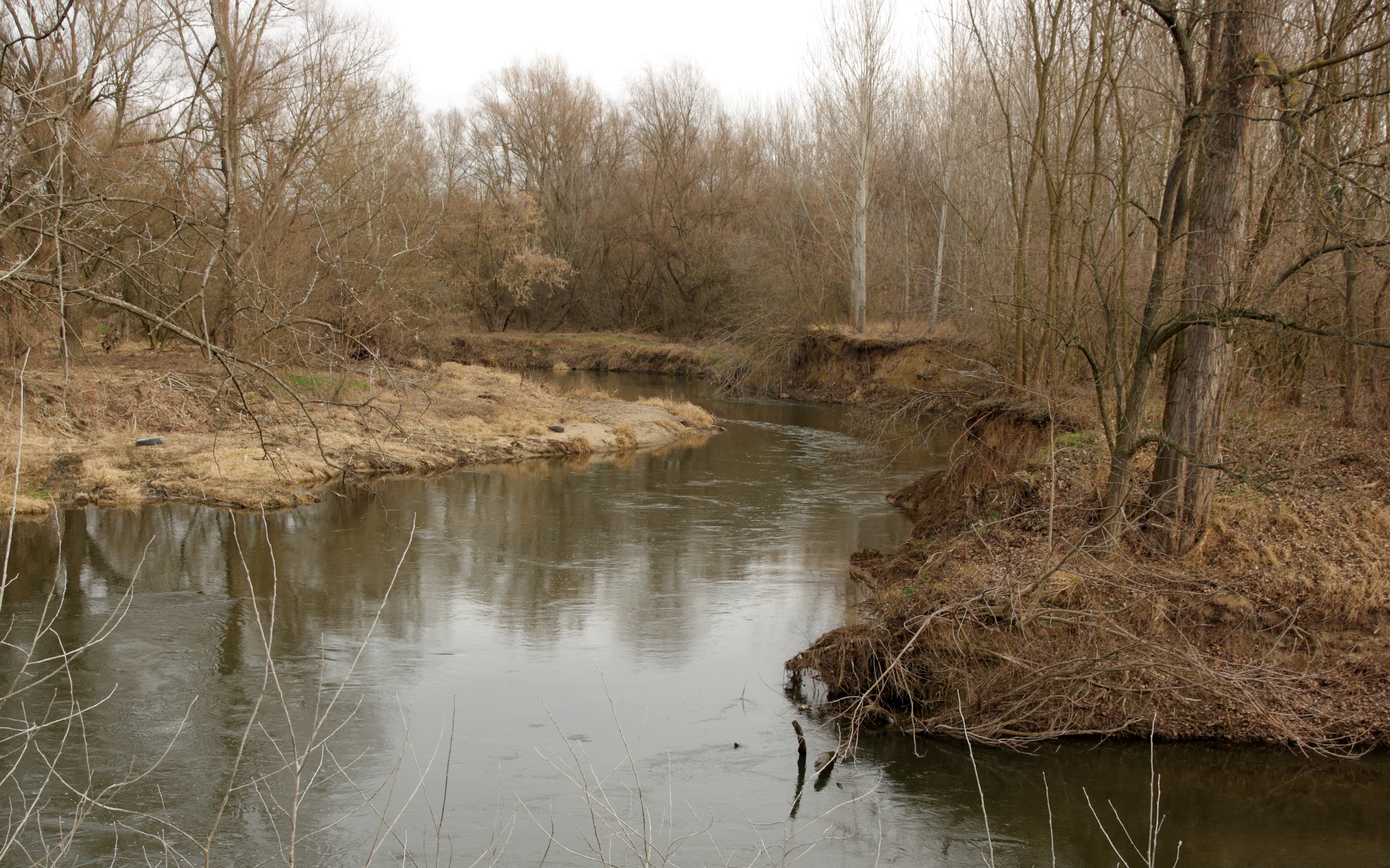
meandr Jihlavy u medlovského mlýna
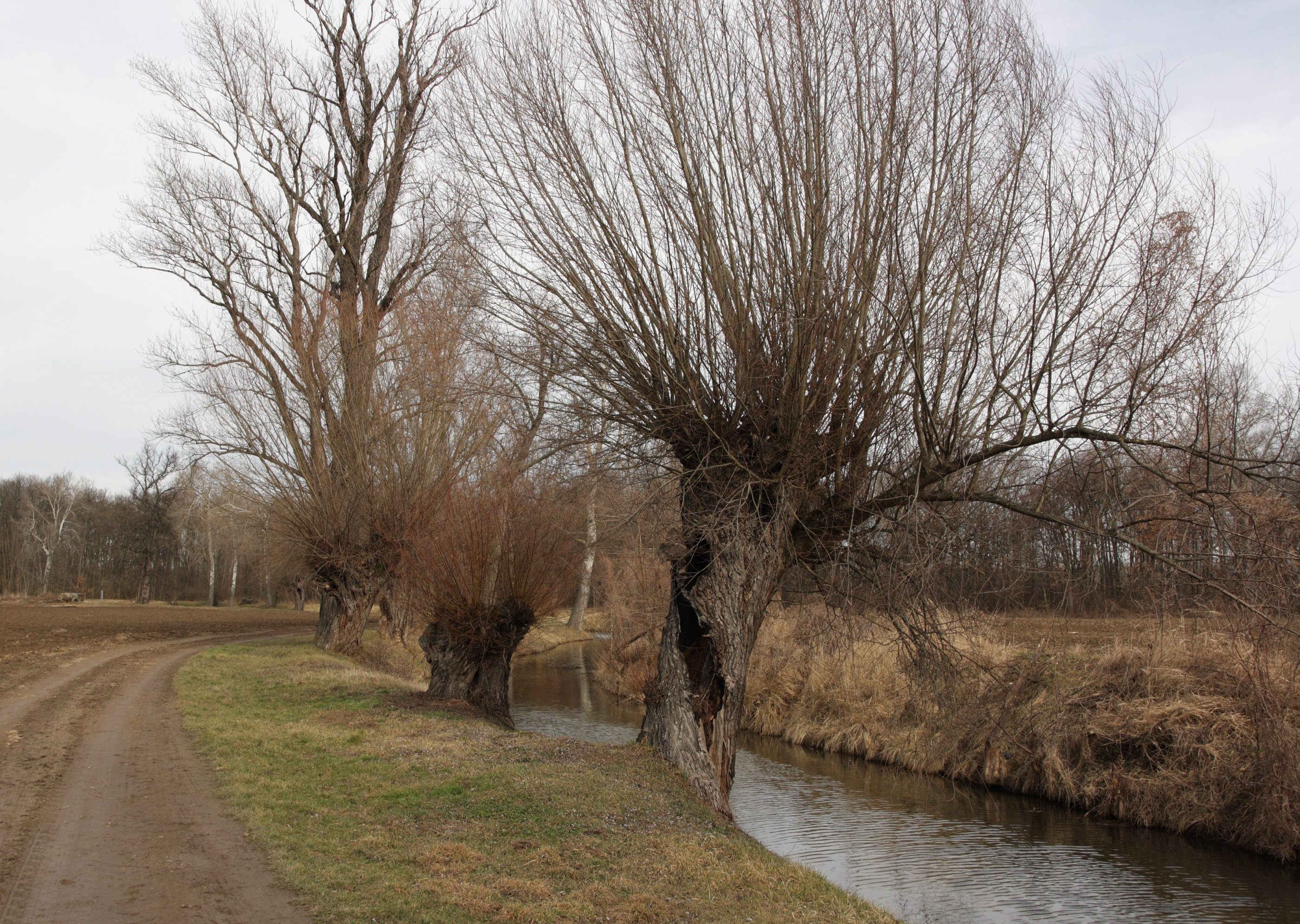
hlavaté vrby na břehu Potůčku
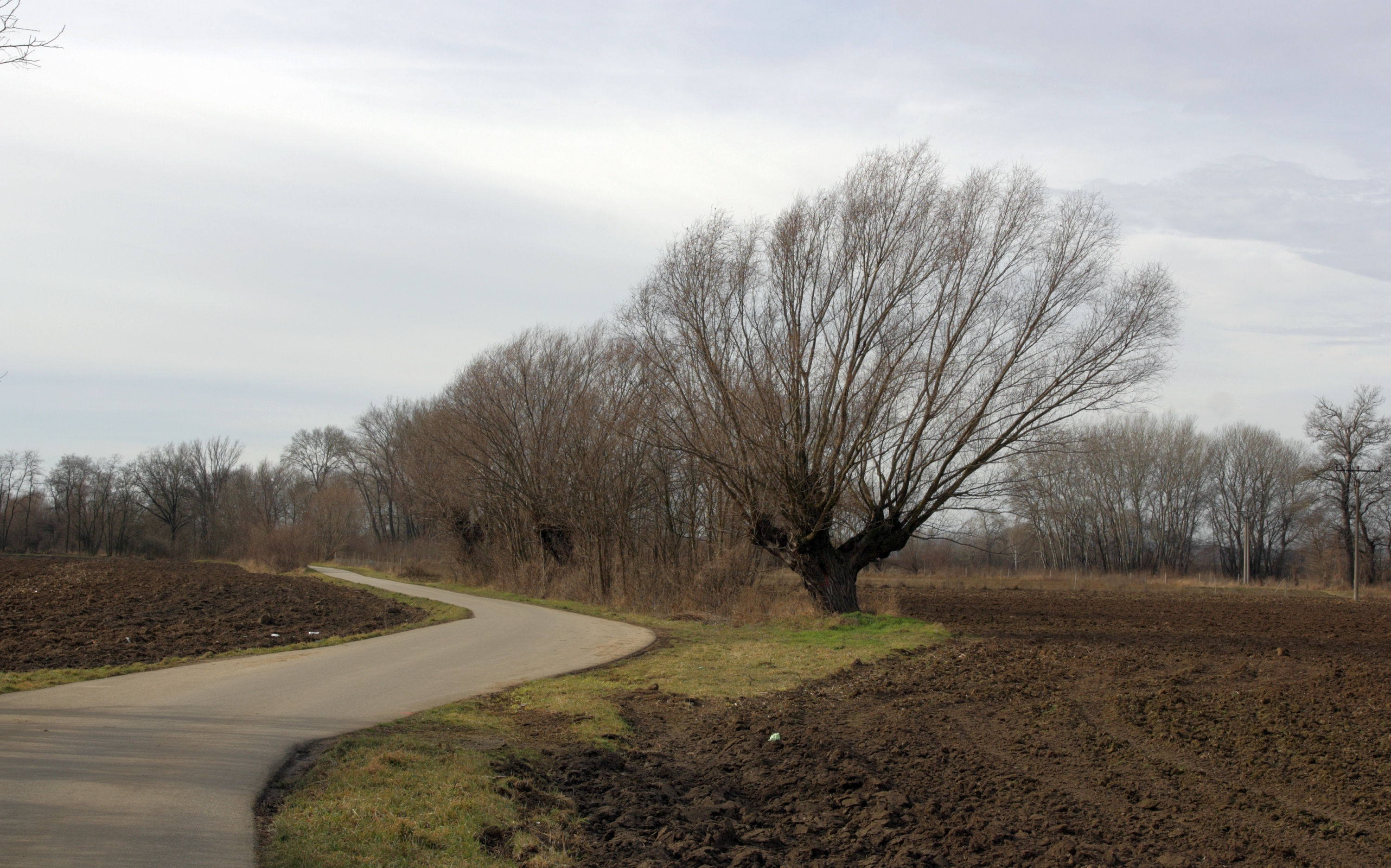
cesta od medlovského mlýna do Malešovic